# Maksimiljan Feguš
Maksimiljan Feguš, slovenski skladatelj in pedagog, * 18. avgust 1948, Ptuj.

## Življenjepis
Na Akademiji za glasbo v Ljubljani je leta 1993 diplomiral iz kompozicije.
Feguš je profesor kompozicije na Pedagoški fakulteti v Mariboru. Njegov največji prispevek slovenski glasbi je povezan z zborovskim delom.